# Xylocopa gaullei
Xylocopa gaullei là một loài Hymenoptera trong họ Apidae. Loài này được Vachal mô tả khoa học năm 1898.